# Port lotniczy Urmia
Port lotniczy Urmia (IATA: OMH, ICAO: OITR) – port lotniczy położony w mieście Urmia, w Iranie.